# Wołanie o prawa kobiety
Wołanie o prawa kobiety (ang. A Vindication of the Rights of Woman: with Strictures on Political and Moral Subjects) – utwór literacki autorstwa Mary Wollstonecraft (1792), uważany za jedną z najwcześniejszych prac z zakresu filozofii feministycznej. Wollstonecraft odpowiada w nim ówczesnym teoretykom polityki i wychowania, wg których kobiet nie powinno się kształcić. Jej zdaniem kobiety powinny odbierać wykształcenie odpowiadające ich pozycji w społeczeństwie. Mogą one być „towarzyszkami życia” swoich mężczyzn, a nie jedynie ich małżonkami. Zamiast postrzegać kobiety jako ornament czy własność przekazywaną na drodze małżeństwa, należy w nich widzieć istoty ludzkie wyposażone w te same fundamentalne prawa co mężczyźni.
Wollstonecraft przystąpiła do pisania Praw kobiety po przeczytaniu raportu do francuskiego Zgromadzenia Narodowego Charles’a Maurice’a de Talleyrand-Périgord z 1791 roku, w którym stwierdzono, że kobiety powinny otrzymywać tylko kształcenie domowe. Wychodząc od tej wypowiedzi, przypuściła szeroki atak przeciwko podwójnym standardom płciowym i działaniom mężczyzn, w wyniku których kobiety nadmiernie oddają się emocjonalności. Wollstonecraft pisała Prawa kobiety w pośpiechu, reagując na bieżące wydarzenia. Miała zamiar napisać drugi tom, który miał być bardziej przemyślany, ale zmarła przed jego ukończeniem.
Chociaż Wollstonecraft wzywa do równości płci w poszczególnych obszarach życia, takich jak moralność, nie twierdzi jednak, że kobiety i mężczyźni są równi. Niejednoznaczność jej stanowiska utrudnia jej klasyfikację jako feministki, zwłaszcza że to pojęcie nie istniało jeszcze w jej czasach.
Współcześnie popularne jest błędne twierdzenie, że odbiór Wołania o prawa kobiety był negatywny. Negatywna reakcja na ten utwór nastąpiła jednak dopiero po śmierci autorki, kiedy jej mąż, William Godwin, wydał Memoirs of the Author of a Vindication of the Rights of Woman (1798). Natomiast zaraz po wydaniu Wołania o prawa kobiety utwór został przyjęty dobrze. Jeden z biografów nazwał ten utwór „być może najbardziej oryginalną książką stulecia”.

## Kontekst historyczny

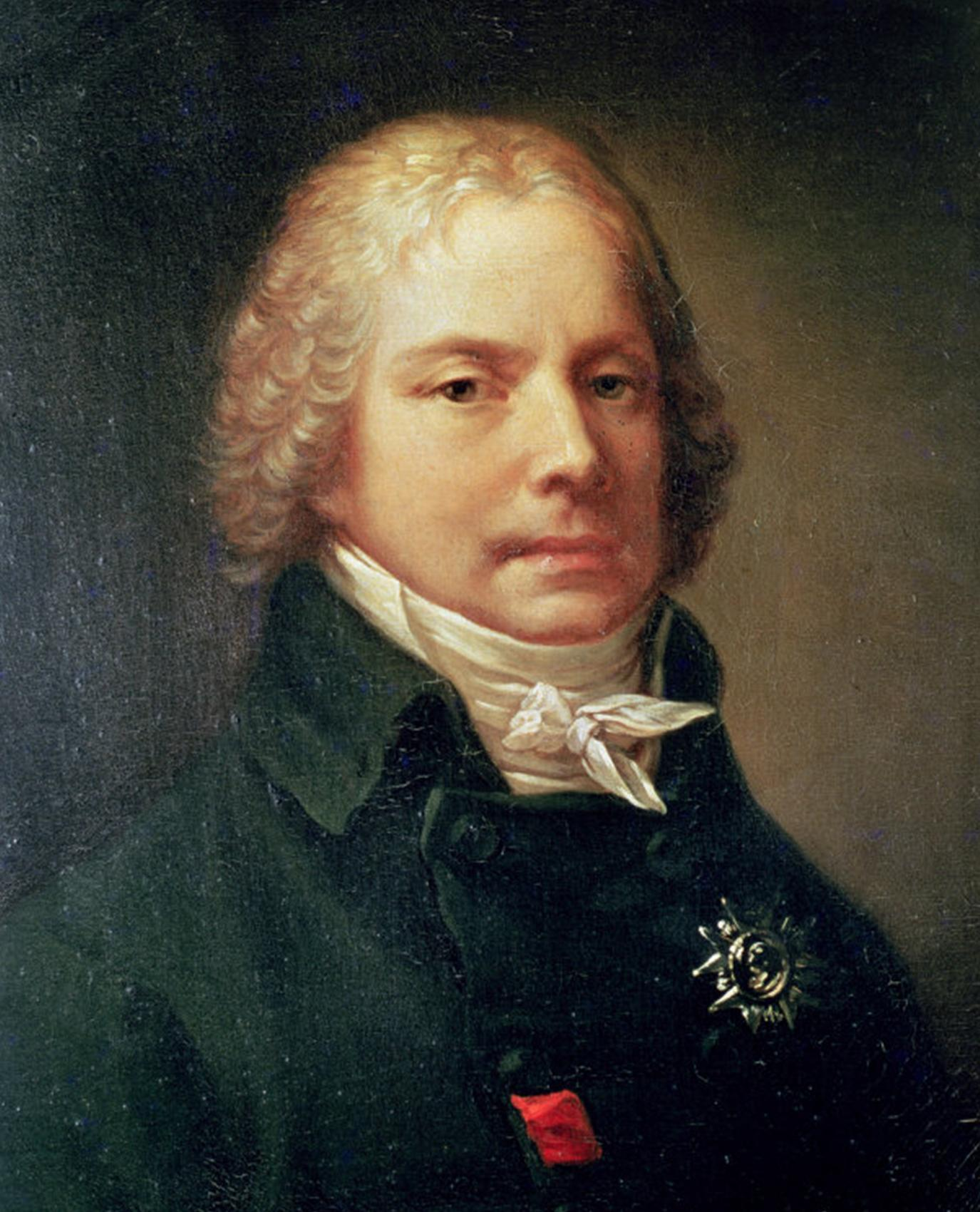
Portret Talleyranda autorstwa Pierre-Paul Prud’hon

Wołanie o prawa kobiety zostało napisane w burzliwym okresie rewolucji francuskiej. W Wielkiej Brytanii odbiła się ona echem w szeregu debat (Revolution Controversy), poruszających takie tematy jak reprezentatywny rząd, prawa człowieka czy rozdział państwa od kościoła. Wollstonecraft po raz pierwszy zabrała głos w tych debatach w 1790 roku, publikując Wołanie o prawa człowieka, będące odpowiedzią na Rozważania o rewolucji we Francji Edmunda Burke’a (1790). W tej pracy Burke krytykował stanowisko wielu brytyjskich myślicieli i pisarzy, którzy z zadowoleniem przyjęli wybuch rewolucji francuskiej, widząc ją jako odpowiednik angielskiej chwalebnej rewolucji z 1688 roku, w której wyniku ograniczono uprawnienia monarchii. Burke dowodził, że właściwą historyczną analogią do rewolucji francuskiej byłaby angielska wojna domowa (1642–1651), podczas której stracono Karola I (1649). Burke postrzegał rewolucję francuską jako brutalne obalenie legalnego rządu. W Rozważaniach twierdzi, że obywatele nie mają prawa do buntu przeciwko swemu rządowi, ponieważ cywilizacja opiera się na społecznym i politycznym konsensusie. Nie można nieustannie podważać jej tradycji, gdyż rezultatem byłaby anarchia. Jednym z kluczowych argumentów Wollstonecraft z Praw człowieka (opublikowanych zaledwie sześć tygodni po Rozważaniach Burke’a), jest to, że prawa nie mogą opierać się na tradycji. Prawa obowiązują, ponieważ są one rozumne i sprawiedliwe, niezależnie od ich zakorzenienia w tradycji.
Drugim autorem, w którego wymierzone były argumenty Wollstonecraft był Charles-Maurice de Talleyrand-Périgord. W 1791 przedstawił on francuskiemu Zgromadzeniu Narodowemu swój Rapport sur l’instruction publique, w którym pisał o projekcie systemu edukacji publicznej:

Pozwólcie nam wychować kobiety tak, by nie dążyły do przywilejów, których Konstytucja im odmawia, ale żeby znały i doceniały te, które Konstytucja im gwarantuje . . . Mężczyźni są stworzeni do życia na scenie tego świata. Publiczna edukacja odpowiada temu: wcześnie stawia przed ich oczami wszystkie dziedziny życia. Jedynie proporcje są tu różne. Domowa edukacja jest lepsza dla kobiet. Mniej muszą one uczyć się na temat radzenia sobie z interesami innych, niż przyzwyczajania się do spokojnego i cichego życia.

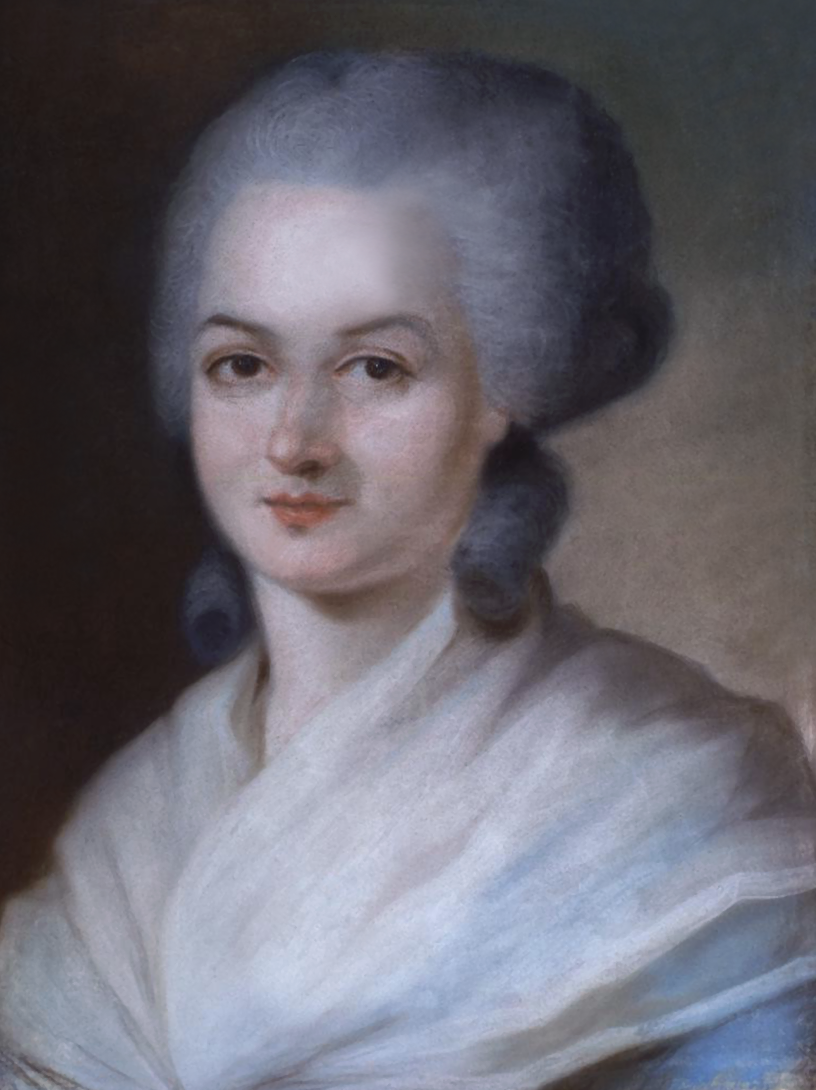
Olympe de Gouges

Wollstonecraft zadedykowała Prawa kobiety Talleyrandowi: „Z wielką przyjemnością przeczytawszy broszurę niedawno ogłoszoną przez Pana, Panu dedykuję ten tom. Chciałabym, Panie, abyś na nowo rozważył kwestię niniejszą i poważnie przemyślał to, co tu zaproponowałam, a co dotyczy praw kobiet i narodowej edukacji – wzywam do tego zdecydowanym tonem, przez który przemawia wspólne nam człowieczeństwo”. Pod koniec 1791 roku francuska działaczka kobieca Olympe de Gouges wydała swoją Deklarację Praw Kobiety i Obywatelki, a kwestia praw kobiet znalazła się w centrum politycznych debat zarówno we Francji, jak i w Wielkiej Brytanii.
Wołanie o prawa kobiety jest rozszerzeniem argumentów Wollstonecraft przedstawionych w Wołaniu o prawa człowieka. Prawa człowieka odnoszą się do praw XVIII-wiecznych Brytyjczyków, podczas gdy w Prawach kobiety autorka skupia się na prawach przyznanych abstrakcyjnej „kobiecie”. Nie wyodrębnia ona swoich argumentów w odniesieniu do XVIII-wiecznej kobiety czy Brytyjki. Pierwszy rozdział Praw kobiety porusza problem praw naturalnych, rozpatrując kto i na jakiej podstawie ma te niezbywalne prawa. Według autorki, ponieważ prawa naturalne dane są przez Boga, to odmawianie ich jednej grupie społecznej przez drugą jest grzechem. Prawa kobiety nie tylko podejmowały problematykę aktualnych wydarzeń we Francji i Wielkiej Brytanii, lecz także szersze kwestie rozpatrywane przez ówczesnych filozofów polityki, takich jak John Locke czy Jean-Jacques Rousseau.

## Tematyka
Pisząc swoją pracę, Wollstonecraft nie zastosowała stylu charakterystycznego dla ówczesnych, osiemnastowiecznych dzieł filozoficznych, opierających się na formalnej argumentacji. Prawa kobiety to długi esej, który wszystkie swoje główne tematy wprowadza w początkowych rozdziałach, a następnie wielokrotnie do nich powraca, za każdym razem rozpatrując je z innego punktu widzenia. Jej styl łączy racjonalną argumentację z żarliwą retoryką wrażliwości.
W XVIII wieku wrażliwość pojmowano jako zjawisko fizyczne, powiązane z pewnym zbiorem poglądów moralnych. Lekarze wierzyli, że im bardziej wrażliwe są ludzkie nerwy, tym bardziej emocjonalnie będą oni reagowali na bodźce otoczenia. Ponieważ uważano, że kobiety mają bardziej czułe nerwy od mężczyzn, uznawano również, że są one bardziej uczuciowe od mężczyzn. Nadmiar emocji związany z wrażliwością również może powodować współczucie: osoby wrażliwe mogą łatwo solidaryzować się z cierpiącymi ludźmi. Takie miały być np. źródła abolicjonizmu. Jednak nadmierna wrażliwość miała także paraliżować. Jak wyjaśnia badacz G.J. Barker-Benfield, „wrodzona subtelność nerwów była również wiązana z większym cierpieniem, słabością oraz podatnością na zaburzenia”.
W czasie gdy Wollstonecraft pisała Prawa kobiety, pojęcie wrażliwości było już od szeregu lat celem ataków. Wrażliwość, która – jak zakładano początkowo – miała zbliżać jednostki ku sobie przez wzajemne współczucie była teraz postrzegana jako „głęboko separująca”. Powieści, sztuki teatralne oraz poezje, które stosowały język wrażliwości, wyrażały jednocześnie idee prawa jednostki, wolności seksualnej oraz odbiegających od konwencji związków rodzinnych, opartych jedynie na uczuciu. Ponadto jak twierdzi Janet Todd, badaczka wrażliwości, „wielu Brytyjczyków uważało, że kult wrażliwości feminizował naród, dając kobietom nadmierną pozycję, a mężczyzn pozbawiając męskości”.

### Racjonalna edukacja
Jednym z najważniejszych argumentów Wollstonecraft w Prawach kobiety jest to, iż kobiety powinny się kształcić, aby mogły przyczynić się do dobra społeczeństwa. W XVIII wieku zarówno filozofowie edukacji, jak i autorzy poradników dobrych manier zakładali, że kobiety są niezdolne do racjonalnego i abstrakcyjnego myślenia. Uważano, iż kobiety były zbyt wrażliwe i delikatne, by móc myśleć jasno. Wollstonecraft wraz z innymi reformatorkami takimi jak Catharine Macaulay oraz Hester Chapone twierdziły, że kobiety są w rzeczywistości zdolne do racjonalnego myślenia i zasługują na kształcenie. Dowodziła tego w Thoughts on the Education of Daughters (1787), w której radzi, w jaki sposób wychowywać córki, w książce dla dzieci Original Stories from Real Life (1788), jak również w Prawach kobiety.
Stwierdzając we wstępie, że „mój główny argument powstał na prostej zasadzie, że jeśli [kobieta] nie jest przygotowana przez edukację, by stać się towarzyszką mężczyzny, to zatrzyma rozwój wiedzy i cnoty; prawdy muszą być wspólne dla wszystkich”, Wollstonecraft twierdziła, że społeczeństwo niekształcące kobiet zwyrodnieje, przede wszystkim dlatego, iż matki są pierwszymi nauczycielami małych dzieci. Problem niewykształconych kobiet był jej zdaniem dziełem mężczyzn i opierał się na „zdradliwym systemie wychowania wyprowadzonym z książek, napisanych na ten temat przez mężczyzn. Ci zaś, w płci żeńskiej [widzieli] samice raczej niż istoty ludzkie [...]”. Kobiety potrafią być racjonalne. Jeśli wydaje się, że nie są, wynika to z tego, że mężczyźni odmówili im możliwości kształcenia oraz zachęcali je do bycia lekkomyślnymi. Wollstonecraft opisuje głupie kobiety jako „zabawki”, czy mówi o ich „psim przywiązaniu”. Jednocześnie jednak autorka podkreśla, że kobiety mogą nie być w stanie osiągnąć tego samego poziomu wiedzy co mężczyźni.
Wollstonecraft atakuje autorów poradników dobrych manier (np. Jamesa Fordyce i Johna Gregory), a także filozofów edukacji, m.in. Jeana-Jacques’a Rousseau, który twierdzi, że kobieta nie potrzebuje racjonalnego wykształcenia. W znanym ustępie Emila (1762) Rousseau argumentuje, że kobiety powinno się uczyć dla przyjemności mężczyzn. Wollstoncraft, rozzłoszczona argumentacją Rousseau, atakuje nie tylko to stwierdzenie, ale także samego autora. Chcąc zilustrować ograniczenia współczesnych teorii wychowania dotyczących kobiet, Wollstonecraft pisała: „[u]czony od dzieciństwa, iż berłem kobiety jest jej uroda, umysł kształtuje się odpowiednio do ciała i, błądząc po owej złoconej klatce, skupia się jedynie nad tym, jak ozdobić swoje więzienie”. Jej zdaniem bez edukacyjnej ideologii, zachęcającej młode kobiety do skupienia się na urodzie i wrażeniu, jakie sprawiają, mogłyby one osiągnąć o wiele więcej. Żony mogłyby być „towarzyszkami życia” swoich mężów. Mogłyby nawet kontynuować pracę zawodową, jeśli by tak wybrały. „Kobiety jak najbardziej mogą uczyć się sztuki leczenia i być lekarkami tak samo dobrymi jak pielęgniarkami. A położnictwo wydaje się dla nich jak najbardziej przeznaczone. [...] Mogłyby także studiować politykę [...]. Mogłyby też kobiety prowadzić różnego rodzaju interesy [...]”.
Dla Wollstonecraft „[n]ajdoskonalszą edukacją [...] będzie takie ćwiczenie rozumności, które jest najlepiej pomyślane ku wzmocnieniu ciała i kształtowaniu serca. Lub, innymi słowy, które umożliwia jednostce nabycie takich nawyków cnoty, które uczynią ją niezależną”. Oprócz swojej ogólnej argumentacji filozoficznej Wollstonecraft zarysowuje szczegółowy plan edukacji narodowej przeciwstawiany projektowi Talleyranda. W rozdziale 12 „O edukacji narodowej” proponuje, by wszystkie dzieci były posyłane do „szkoły dziennej”, która jest uzupełniana o edukację domową. Wskazuje również, że szkoły powinny być koedukacyjne, twierdząc, że kobiety i mężczyźni, których małżeństwa są fundamentem społeczeństwa, powinni być kształceni w tym samym modelu edukacji”.

### Feminizm

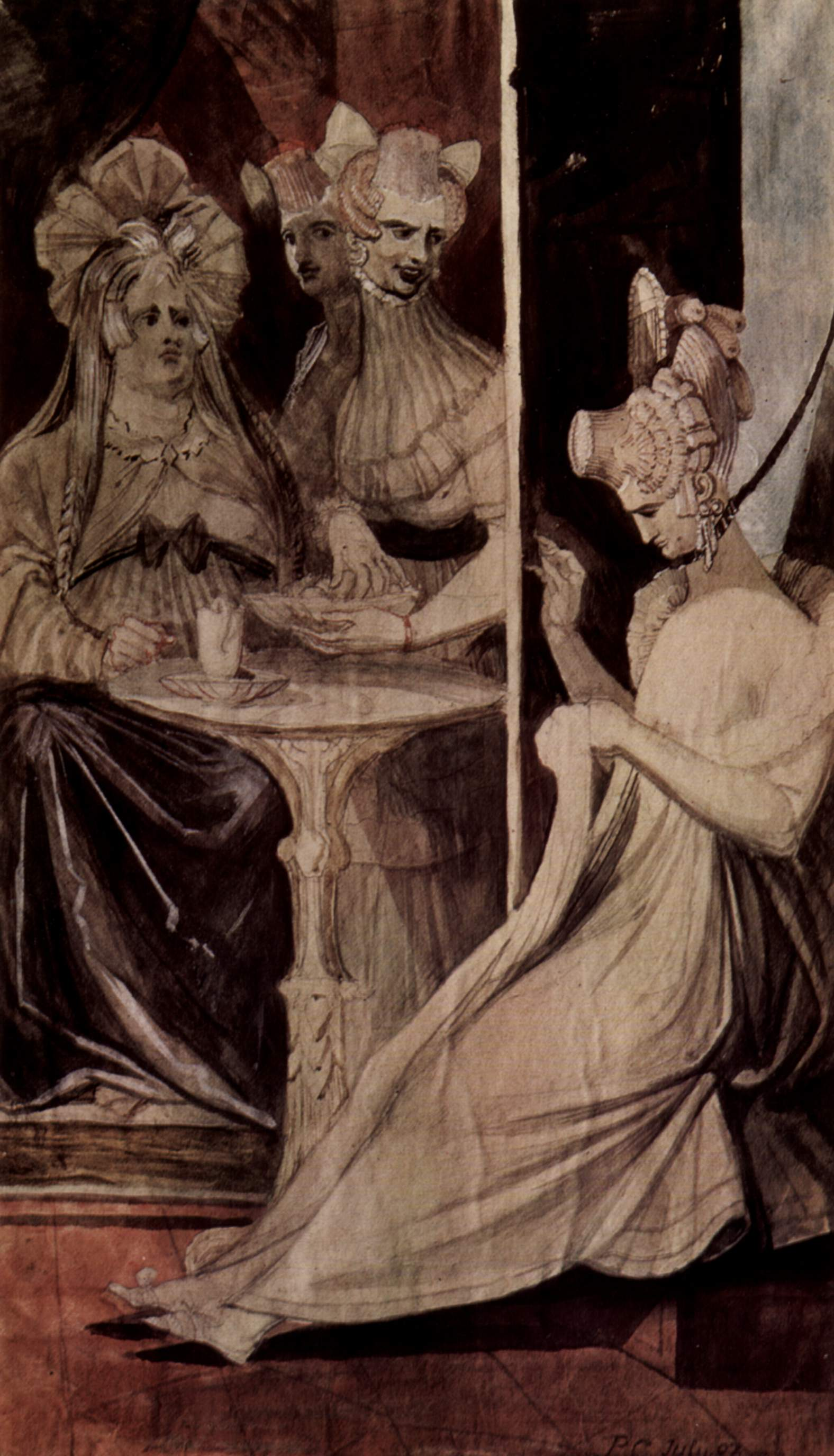
Nowicjuszka (1807) Henry’ego Fuseliego przedstawiać ma poglądy Mary Wollstonecraft na pozycję kobiet: „Kobieta, ofiara męskich konwencji społecznych, jest przywiązana do ściany, zmuszona do szycia i pilnowana przez guwernantki”.

Istnieje spór, w jakim stopniu Prawa kobiety są tekstem feministycznym. Z powodu różnych znaczeń pojęcia feminizm różni badacze dochodzili do odmiennych konkluzji. Sama Wollstonecraft nie mogła nazywać swoich tekstów „feministycznymi”, gdyż pojęcia „feministyczny” i „feminizm” nie istniały aż do roku 1890. Ponadto w czasach autorki nie było ruchu feministycznego, do którego można by się odnosić.
We wstępie do swojej pracy na temat myśli Wollstonecraft, Barbara Taylor pisze:

Opisywanie [filozofii Wollstonecraft] jako feministycznej jest problematyczne i robię to tylko po głębokim zastanowieniu. To określenie jest oczywiście anachroniczne. Traktowanie myśli Wollstonecraft jako zapowiedzi dziewiętnasto- i dwudziestowiecznej argumentacji feministycznej mogłoby oznaczać utratę lub zniekształcenie niektórych jej kluczowych elementów. Zasadniczym tego przykładem były powszechne zaniedbania kwestii jej przekonań religijnych i błędne przedstawienie jej jako burżuazyjnego liberała, co doprowadziło w konsekwencji do zastąpienia jej inspirowanego religijnie utopijnego radykalizmu przez świecki, sprzyjający podziałom klasowym reformizm. Były to jednak idee obce Wollstonecraft, tak jak jej marzenie o obiecanej przez Boga erze powszechnej szczęśliwości jest obce dla nas. Jeszcze ważniejsze jednak było błędne opisywanie postawy politycznej Wollstonecraft jako heroiczno-indywidualistycznej, gdy tymczasem jej dążenie do emancypacji kobiet było zakorzenione w jej poglądach etycznych. Zdaniem Wollstonecraft głównym celem kobiet powinno być osiągnięcie cnoty etycznej, i taki też był cel ich wyzwolenia.

W Prawach kobiety Wollstonecraft nie domaga się równości płci przy użyciu tych samych argumentów i tego samego języka, których użyłyby żyjące w późnym dziewiętnastym i dwudziestym wieku feministki. Na przykład zamiast jednoznacznego stwierdzenia, że mężczyźni i kobiety są równi, Wollstonecraft pisze, że mężczyźni i kobiety są równi w oczach Boga, co oznacza, że oboje są podmiotami tego samego prawa moralnego. Dla Wollstonecraft kobiety i mężczyźni są równi w najważniejszych dziedzinach życia. Mimo że ten pomysł może nie zdawać się rewolucyjny czytelnikom w XXI wieku, jego założenia były rewolucyjne w wieku XVIII. Zakłada on na przykład, że skromność jest cnotą nie tylko kobiet, lecz również mężczyzn. Podobnie jest z poszanowaniem świętości małżeństwa. Argumenty Wollstonecraft ukazały podwójny standard w traktowaniu płci pod koniec XVIII wieku i wymagały, aby mężczyźni dążyli do tych samych cnót, co kobiety.
Jednakże argumenty Wollstonecraft przemawiające za równością nie zgadzały się z jej stanowiskiem uznającym wyższość męskiej siły i wartości. Słynne jest niejednoznaczne stwierdzenie Wollstonecraft:

Proszę nie wyciągać wniosków, jakobym próbowała odwracać wszelki porządek. Przyznałam już, że budowa ciała mężczyzn zdaje się wskazywać, że zostali stworzeni przez Opatrzność do osiągania wyższego poziomu cnót. Mówię ogólnie o płci męskiej. Ale nie widzę nawet cienia powodu, aby w związku z tym zakładać, że ze względu na różną od kobiecej naturę, ich cnoty także powinny się różnić. W rzeczywistości, jakże miałyby się różnić, skoro istnieje tylko jeden, wieczny wzorzec cnoty? Muszę więc, jeśli wnioskuję logicznie, utrzymywać, że cnoty obu płci mają ten sam kierunek – utrzymywać równie uparcie, jak to, że Bóg istnieje.

Ponadto Wollstonecraft to raczej mężczyzn, niż kobiety wzywała do zainicjowania społecznych i politycznych zmian, które wytyczyła w Prawach kobiety. Ponieważ kobiety były niewyedukowane, to nie mogły zmieniać swojej sytuacji i mężczyźni muszą przyjść im z pomocą. Wollstonecraft pisała na końcu rozdziału „Zgubne efekty, które powstają z nienaturalnych różnic w społeczeństwie”:

[Ch]ciałabym przekonać rozsądnych mężczyzn, którzy mają wpływy, co do istotności niektórych moich uwag i nakłoniłabym ich do obiektywnego rozważenia całości moich spostrzeżeń. Apeluję do ich rozumności i – jako istota pokrewna – proszę w imieniu swojej płci o wzgląd. Błagam ich o wsparcie w emancypacji swoich towarzyszek, aby mogły się one stać dla nich pomocą! Gdyby mężczyźni szczodrze uwalniali nas z łańcuchów i cieszyli się rozsądnym towarzystwem zamiast niewolniczego posłuszeństwa, z całą pewnością uznaliby nas za bardziej spostrzegawcze córki, za serdeczniejsze siostry, wierniejsze żony, rozsądniejsze matki – słowem, za lepsze obywatelki.

Ostatnia powieść Wollstonecraft, Maria: or, The Wrongs of Woman (1798), kontynuacja Prawa kobiety w formie powieściowej, jest zazwyczaj uznawana za najbardziej radykalną, feministyczną pracę tej autorki.

### Wrażliwość
Jedna z najbardziej ostrych krytyk Wollstonecraft zawartych w Prawach kobiety wymierzona jest przeciwko fałszywej i nadmiernej wrażliwości, szczególnie u kobiet. Autorka argumentuje, że kobiety, które poddają się wrażliwości, są „zdmuchiwane przez każdy chwilowy wybuch uczucia”. Kobiety takie stają „ofiarą swoich zmysłów” i nie mogą myśleć racjonalnie. Nie tylko szkodzą one sobie, ale także całej cywilizacji. Rozum i uczucia nie są jednak niezależne. Wollstonecraft wierzy, że powinny one komunikować się między sobą. Dla autorki, podobnie jak dla osiemnastowiecznego filozofa Davida Hume’a, namiętności są podstawą tego, co rozumne. Był to motyw przewijający się przez całą jej twórczość, w szczególności widoczny w powieściach Mary: A Fiction (1788) i Maria: or, The Wrongs of Woman.
Jako część argumentacji, że kobiety nie powinny pozostawać jedynie pod władzą uczuć, Wollstonecraft podkreśla, że nie powinny one być ograniczane lub niewolone przez swoje ciała i emocje seksualne. Te fragmenty skłoniły współczesne feministki do twierdzenia, że Wollstonecraft intencjonalnie odmawiała kobietom prawa do seksualnych pragnień. Cora Kaplan argumentuje, że takie „negatywne i preskryptywne ataki na kobiecą seksualność” są motywem przewodnim Praw kobiety.
Na przykład Wollstonecraft radzi swoim czytelniczkom, aby pozwoliły „spokojnie namiętności osunąć się w przyjaźń” w idealnym małżeństwie (to jest w idealnej miłości opartej na małżeństwie, które rozwija się w czasie). Jak pisze” „gdy pobiera się dwoje cnotliwych młodych ludzi, być może byłoby szczęśliwie, gdyby ich namiętność sprawdzona została w innych okolicznościach”. Według Wollstonecraft, „miłość i przyjaźń nie może istnieć w tym samym łonie”. Jak wyjaśnia Mary Poovey, „Wollstonecraft obawia się, że kobiety w rzeczywistości mogą pragnąć lubieżnych zalotów mężczyzn i poniżających uprzejmości i że podrzędna pozycja kobiet może być zasłużona. Dopóki kobiety nie przekroczą swoich cielesnych pragnień i cielesnej formy, będą zakładnikami ciała”. Kobiety niezainteresowane seksualnością nie mogą być również zdominowane przez mężczyzn. Wollstonecraft martwi się, że kobiety są zżerane przez „romantyczne, chwiejne uczucia”, to znaczy interesują się tylko zadowalaniem swych żądz. Zdaniem Kaplan Prawa kobiety „eliminują seksualność z życia kobiet, jednocześnie nadają zbyt wielkie znaczenie temu, co zmysłowe w codziennym życiu kobiet”. Wollstonecraft była tak zdeterminowana, by wytrzeć seksualność z obrazu idealnej kobiety, że w konsekwencji skończyła na argumentowaniu za brakiem pierwiastka seksualnego w kobietach. Ale, jak Kaplan i inni zauważyli, Wollstonecraft mogła być zmuszona do tego posunięcia, ponieważ: „ważne jest, aby pamiętać, że wizerunek kobiety jako aktywnej politycznie i niezależnej był wówczas ściśle wiązany z niepohamowaną i występną seksualnością”.

### Republikanizm

Wolność wiodąca lud na barykady, Eugène Delacroix (1833)

Claudia L. Johnson, badaczka Wollstonecraft, nazwała Prawa kobiet „republikańskim manifestem”. Johnson twierdzi, że Wollstonecraft odwoływała się do siedemnastowiecznej tradycji republikańskiej i próbowała przywrócić jej etos. W wersji Wollstonecraft we wspólnocie politycznej powinny być określone silne, choć odrębne, męskie i kobiece role obywatelskie. Według Johnson, Wollstonecraft „potępia to, co uznaje za główny rys swojego wieku: upadek seksualnej różnicy i jego konsekwencję, czyli sentymentalizm. Problemem, który osłabia społeczeństwo jest według niej feminizacja mężczyzn”. Jeśli mężczyźni czują, że mogą przyjąć zarówno role męskie, jak i sentymentalne role kobiet to, zdaniem Wollstonecraft, nie pozostawiają oni żadnej roli otwartej dla samych kobiet. Johnson zatem widzi Wollstonecraft (obok Edmunda Burke’a z Rozważań o rewolucji) jako krytyka maskulinizacji wrażliwości.
W Wołaniu o prawa kobiet Wollstonecraft obstaje przy tego rodzaju republikanizmie, który zawiera wiarę w ostateczne pozbycie się wszelkich tytułów, również przysługujących monarchii. Przedstawiła również myśl o tym, że każdy mężczyzna i każda kobieta powinni być reprezentowani w parlamencie. Jednak jej główne ostrze „krytycyzmu politycznego”, zdaniem Chrisa Jonesa – badacza Wollestonecraft, „jest sformułowany głównie w kategoriach moralności”. Jej definicja cnoty koncentruje się bardziej na szczęściu indywidualnym, niż na dobru całego społeczeństwa. Ma to odzwierciedlenie w tym, jak rozumie ona prawa naturalne. Ponieważ prawa te ostatecznie pochodzą od Boga, Wollestonecraft twierdzi, iż istnieją obowiązki związane z tymi prawami, ciążące na każdym bez wyjątku. Według Wollestonecraft jednostka jest nauczona republikanizmu i życzliwości dla rodziny; domowe relacje i związki rodzinne są kluczowe dla jej rozumienia spójności społeczeństwa i patriotyzmu.

### Kwestie klasowe
Pod wieloma względami na punkt widzenia Wołania o prawa kobiety wpłynął burżuazyjny światopogląd. Wollestonecraft adresuje swój tekst do klasy średniej, którą nazywa „najbardziej naturalnym stanem”. Bardzo często wychwala skromność i pracowitość, cnoty, które w tamtym czasie były wiązane z klasą średnią. Jako pisarka z klasy średniej, argumentująca za etosem klasy średniej, Wollestonecraft atakuje także zamożnych, używając tych samych argumentów, których używa przeciw kobietom. Wskazuje na „udawane wysubtelnienie”. próżność i nieobyczajność bogatych ludzi. Autorka pisze, że te „[s]łabe i sztuczne stworzenia, wyniesione ponad zwyczajne potrzeby i uczucia swojej rasy, przedwcześnie i wbrew naturze podkopują sam fundament cnoty i szerzą zepsucie na całe społeczeństwo!”.
Jednakże krytyka bogactwa niekoniecznie niesie ze sobą współczucie dla biednych. Według Wollestonecraft biedni ludzie są szczęśliwi, gdyż nigdy nie będą wplątani w sidła bogactwa: „Szczęśliwy ten, kto posiada troski życia, z którymi musi się borykać; albowiem dzięki tym zmaganiom nie staje się ofiarą wyczerpującego próżniactwa!”. Ponadto Wollstonecraft wskazuje, że dobroczynność ma jedynie negatywne konsekwencje, gdyż (jak przedstawił to Jones) „podtrzymuje to nierówności społeczne, jednocześnie nadając bogatym pozory cnotliwości”.
W swoim projekcie edukacji narodowej Wollestonecraft zachowuje rozwarstwienie klasowe, z wyłączeniem osób szczególnie inteligentnych. Jak pisze, „[p]o dziewiątym roku życia chłopcy i dziewczęta – przeznaczeni do zajęć domowych lub zawodów technicznych – powinni przechodzić do następnej szkoły i otrzymywać odpowiednie dla siebie wykształcenie [...] Młodzi chłopcy o większych zdolnościach lub bardziej majętni mogliby być teraz uczeni w innej szkole – języków żywych i martwych, podstaw nauk ścisłych, oraz kontynuować naukę historii i polityki na bardziej szeroką skalę, która nie pomijałaby literatury pięknej”.

## Retoryka i styl

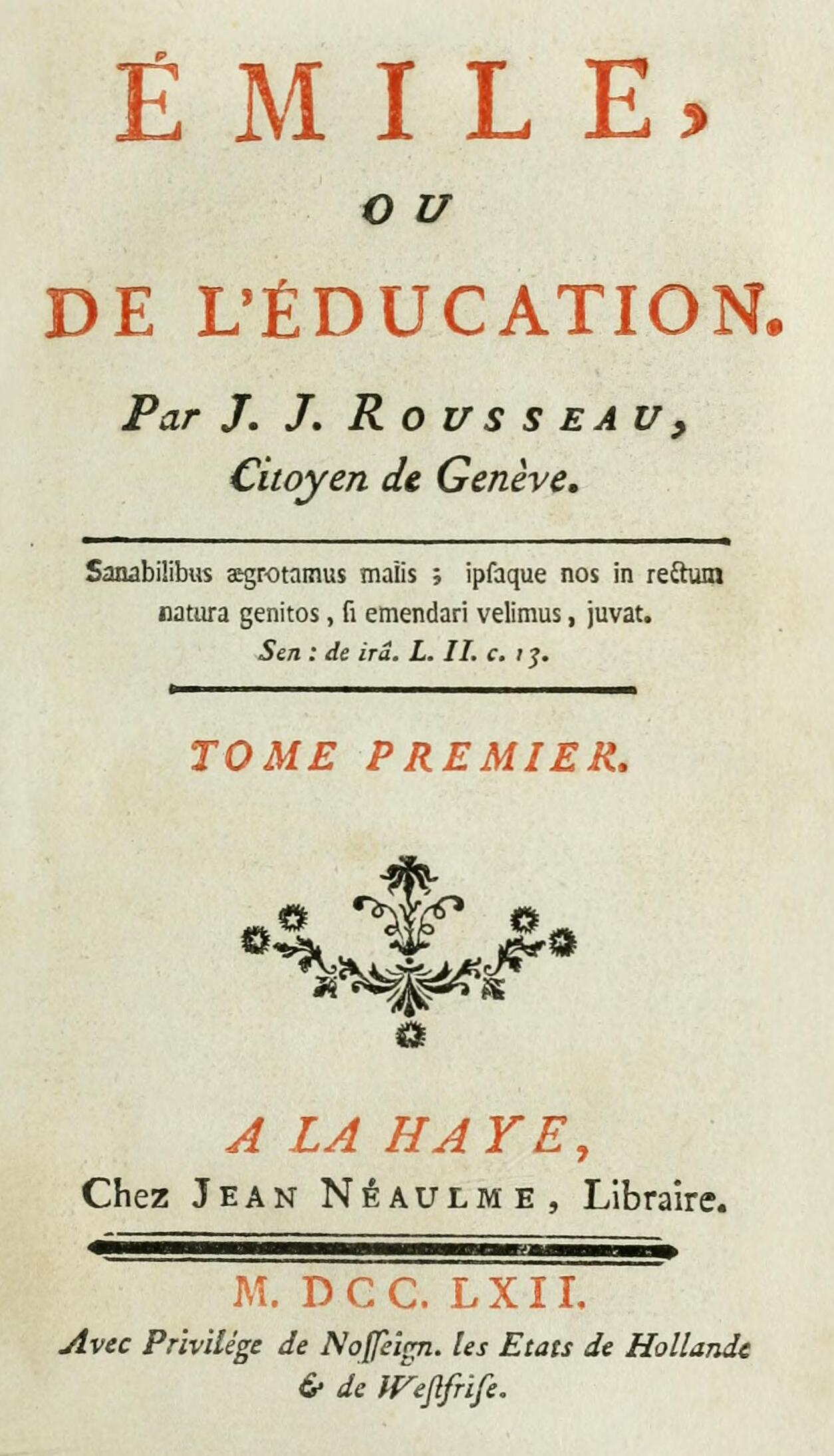
Emil, czyli o wychowaniu Jana Jakuba Rousseau (1762)

Chcąc przezwyciężyć kulturowe oczekiwania co do piśmiennictwa kobiecego i konwencje filozoficznego i politycznego dyskursu, Wollstonecraft rozwija w Prawach kobiety jedyną w swoim rodzaju mieszankę męskiego i żeńskiego stylu. Wykorzystuje język filozofii, odnosząc się do swojej pracy jako do „traktatu” zawierającego „argumenty” i „zasady”. Wprowadza jednak także osobiste akcenty, stosując „ja” i „ty”, myślniki i wykrzykniki oraz autobiograficzne odwołania, które mają być wyrazem kobiecego głosu w literaturze. W Prawach kobiety łączą się elementy poradnika dobrych manier, krótkiego eseju i powieści, gatunków często kojarzonych z kobietami. Jednocześnie Wollstonecraft twierdzi, że mogą być one użyte do rozważania kwestii filozoficznych, na przykład na temat praw.
Chociaż Wollstonecraft sprzeciwia się nadmiernej wrażliwości, retoryka Praw kobiety jest czasami ożywiona i usiłuje sprowokować czytelnika. Wiele z bardziej emocjonalnych komentarzy w książce kierowanych jest do Rousseau. Na przykład po zacytowaniu długiego fragmentu z Emila Wollstonecraft stwierdza: „Pozostawię ten fragment bez komentarza, stwierdzając jedynie, że jest to filozoficzna rozpusta”. Na następnej stronie, po oskarżeniu projektu Rousseau dotyczącego edukacji kobiet, pisze: „Muszę sobie ulżyć przez nakreślenie innego obrazu”.
Te zdawkowe uwagi miały za zadanie przeciągnąć czytelnika na stronę autorki, jako że zakładają, że czytelnik się z nimi zgadza. Z jednej więc strony Wollstonecraft utrzymuje, że będzie pisać prostym stylem, aby jej idee mogły trafić do jak najszerszego kręgu odbiorców, z drugiej jednak strony łączy prosty, racjonalny język traktatu politycznego z namiętnym, poetyckim językiem wrażliwości. Ma to służyć zademonstrowaniu, że racjonalność i wrażliwość mogą się łączyć. W ten sposób Wollstonecraft broni swego stanowiska nie tylko argumentami, ale także środkami retorycznymi.
Aby plastycznie opisać sytuację społeczną kobiet, Wollstonecraft stosuje liczne analogie. Często porównuje kobiety do niewolników, wskazując, że są one na swoją niewolę skazane z powodu ignorancji i bezsilności. Jednak porównuje je także do „kapryśnych tyranek”, dzięki chytrości i fałszowi manipulujących mężczyznami. Kobieta jako niewolnica i kobieta jako tyran są więc dwiema stronami tej samej monety. Wollstonecraft porównuje również kobiety do żołnierzy. Podobnie jak oni, są one bowiem cenione jedynie za pozory, jakie sprawiają.

## Wydanie poprawione
Wollstonecraft pisała Prawa kobiety w pośpiechu, chcąc dać odpowiedź projektowi Talleyranda i skomentować bieżące wydarzenia. Po ukończeniu pracy napisała do swojego przyjaciela Williama Roscoe: „Jestem niezadowolona z siebie, bo nie oddałam całej sprawiedliwości temu tematowi. Nie podejrzewaj mnie tu o fałszywą skromność. Chcę powiedzieć, że gdybym miała więcej czasu, mogłabym napisać lepszą książkę, w każdym tego słowa znaczeniu”. Przygotowując Prawa kobiety do drugiego wydania, Wollstonecraft nie tylko poprawiła literówki i błędy gramatyczne, lecz również wzmocniła feministyczny wyraz swych argumentów. Zmieniła niektóre swoje stwierdzenia dotyczące różnic między mężczyznami a kobietami, wskazując na większą równość płci.
Wollstonecraft nigdy nie napisała drugiej części Praw kobiety. William Godwin w pośmiertnym wydaniu dzieł Wollstonecraft opublikował notatki, które miały być w niej zawarte. Autorka zaczęła jednak pisać powieść Maria: or, The Wrongs of Woman, którą większość badaczy uważa za literacką kontynuację Praw kobiety. Pozostała ona jednak dziełem niedokończonym; ją również zawarto w wydanych przez Godwina Posthumous Works.

## Recepcja

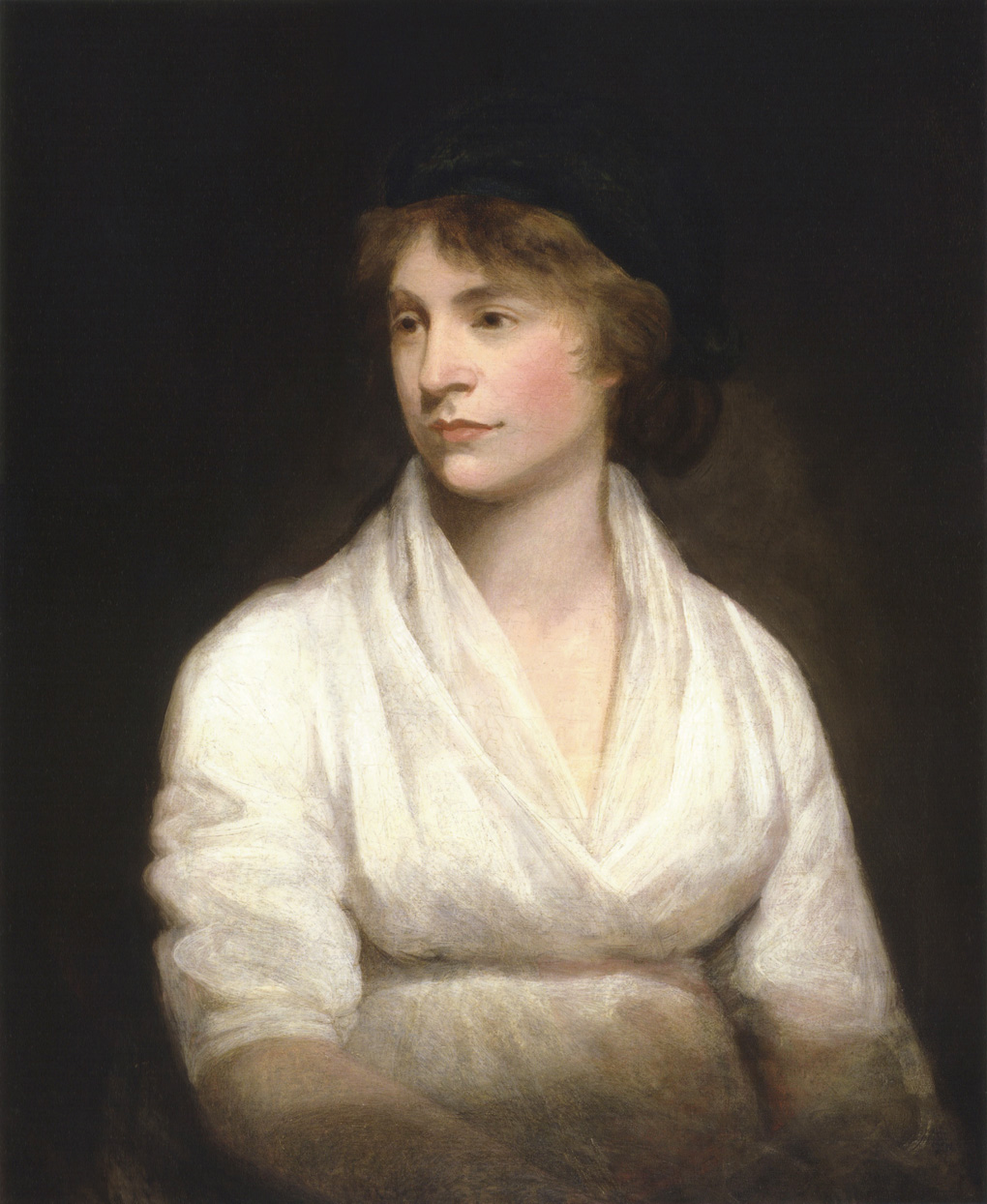
Mary Wollstonecraft, portret autorstwa Johna Opie (ok. 1797)

Po pierwszej publikacji Praw kobiety (1792) otrzymały one pozytywne recenzje w „Analytical Review”, „General Magazine”, „Literary Magazine”, „New York Magazine” i „Monthly Review”. Mimo tego utarło się przekonanie, że Prawa kobiety spotkały się z wrogim odbiorem. W tym samym roku (1792) wyszło drugie, poprawione wydanie. Prawie natychmiast utwór opublikowano w kilku miejscach w Stanach Zjednoczonych i przetłumaczono na język francuski. Zdaniem Thomasa Taylora był to natychmiastowy sukces. Tacy pisarze jak Mary Hays czy Mary Robinson odwoływali się we własnych pracach do dzieła Wollstonecraft. Hays cytowała Prawa kobiety w powieści Memoirs of Emma Courtney (1796) i wzorowała swoją bohaterkę na idealnej kobiecie z dzieła Wollstonecraft. Choć konserwatystki w rodzaju Hannah More potępiły Wollstonecraft, faktycznie łączyło je wiele wspólnych wartości. Badaczka Anne Mellor wykazała, że obie chciały społeczeństwa opartego na „chrześcijańskich cnotach racjonalnej życzliwości, uczciwości, cnotach osobistych, spełnieniu społecznych obowiązków, oszczędności, trzeźwości i ciężkiej pracy”. Na początku lat dziewięćdziesiątych XVIII wieku wielu brytyjskich pisarzy uczestniczyło w intensywnej debacie na temat pozycji kobiet w społeczeństwie. Wollstonecraft prowadziła polemiki na ten temat z szanowaną poetką i eseistką Anną Laetitią Barbauld. Barbauld opublikowała kilka wierszy, będących odpowiedzią na dzieło Wollstonecraft, co sama Wollsronecraft skomentowała w przypisach do Praw kobiety.
Utwór ten wywołał również otwartą wrogość. Nie była nim zachwycona sawantka Elizabeth Carter. Neoplatonik i tłumacz Thomas Taylor, od którego rodzina Wollstonecraft wynajmowała dom w latach siedemdziesiątych XVIII wieku, napisał satyrę A Vindication of the Rights of Brutes, za temat mającą prawa zwierząt. Żartobliwie dowodził w niej, że skoro kobiety mają mieć swoje prawa, to dlaczego nie zwierzęta?
Po śmierci Wollstonecraft w 1797 roku jej mąż William Godwin opublikował Memoirs of the Author of A Vindication of the Rights of Woman (1798). Ujawnił w nich wiele faktów o jej życiu prywatnym, które wcześniej nie były znane opinii publicznej: o jej nieślubnym dziecku, jej przygodach miłosnych i jej próbie samobójczej. Choć Godwin wierzył, że przedstawia swoją żonę z miłością, szczerością i współczuciem, współcześni czytelnicy byli zszokowani niekonwencjonalnym stylem życia Wollstonecraft. W konsekwencji stała się postacią ostro krytykowaną. Richard Polwhele zaatakował ją w swoim opublikowanym anonimowo poemacie The Unsex’d Females (1798). Była to reakcja na większą samodzielność kobiet w literaturze. W wierszu Hannah More była Chrystusem, a Wollstonecraft – szatanem. Poemat ten był szeroko znaną odpowiedzią na Prawa kobiety. Jeden z recenzentów opisywał go jako „błyskotliwy poemat” pełen „zabawnych wycieczek sarkastycznego dowcipu” przeciwko „naszym współczesnym paniom”. Inny recenzent uznał go jednak za „nudny i pozbawiony życia fragment literacki”. Krytyczne odpowiedzi na Prawa kobiety pokrywały się z liniami podziałów politycznych.
Idee Wollstonecraft zostały powiązane z historią jej życia i pisarki poczuły, że odwoływanie się do niej stało się ryzykowne. Na przykład Hays, która była wcześniej bliską przyjaciółką oraz otwartą zwolenniczką Wollstonecraft i jej Praw Kobiety, nie wspomniała o niej w Illustrious and Celebrated Women (1803), w którym opisywała wybitne postacie kobiece. Maria Edgeworth wyraźnie odcina się od Wollstonecraft w swojej powieści Belinda (1802). Opisuje tam Wollstonecraft pod karykaturalną postacią radykalnej feministki Harriet Freke. Nie odrzuca ona jednak idei Wollstonecraft, podobnie jak Jane Austen. Zarówno Edgeworth, jak i Austen wskazują, że kobiety są kluczowe w rozwoju narodu. Ukazują też kobiety jako rozsądne istoty, które powinny wybrać partnerskie małżeństwo.
Negatywne poglądy na temat Wollstonecraft utrzymywały się przez ponad stulecie. Prawa kobiety nie zostały ponownie wydane aż do połowy XIX wieku i wciąż zachowały aurę złej reputacji. George Eliot napisała: „w niektórych kręgach występują niejasne uprzedzenia wobec Praw kobiety ukazujące ją w taki czy inny sposób jako książkę karygodną, lecz dla czytelników, którzy podejdą do niej z takim nastawieniem, będzie zaskoczeniem, jak jest poważna, surowa etycznie i generalnie wymagająca”. Umiarkowana sufrażystka Millicent Garret Fawcett napisała wstęp do nowej edycji Praw kobiety wydanej w stulecie pierwodruku, oczyszczając pamięć o Wollstonecraft oraz wskazując ją jako pionierkę w walce o prawo wyborcze dla kobiet. Prawa kobiety wytyczyły drogę myśli feministycznej, jednak dwudziestowieczne feministki szukały inspiracji raczej w biografii Wollstonecraft niż w jej tekstach. Jej niekonwencjonalny tryb życia skłaniał je do podejmowania „życiowych eksperymentów”, jak nazwała to Virginia Woolf w swoim słynnym eseju o Wollstonecraft. Istnieją pewne dowody, że Prawa kobiety mogą mieć wpływ na współczesny feminizm. Ayaan Hirsi Ali, feministka, która krytykuje islamskie nakazy dotyczące kobiet, powołuje się na Prawa kobiety w swojej autobiografii Niewierna. Przy pisaniu jej była „zainspirowana Mary Wollstonecraft, pionierką feminizmu, która mówiła kobietom, że mają taką samą zdolność rozumowania jak mężczyźni i zasługują na takie same prawa”.

### Współczesne recenzje
- Analytical Review 12 (1792): 241–249; 13 (1792): 418–489.
- Christian Miscellany 1 (1792): 209–212.
- Critical Review New Series 4 (1792): 389–398; 5 (1792): 132–141.
- General Magazine and Imperial Review 6.2 (1792): 187–191.
- Literary Magazine and British Review 8 (1792); 133–139.
- Monthly Review New Series 8 (1792): 198–209.
- New Annual Register 13 (1792): 298.
- New-York Magazine 4 (1793): 77–81.
- Scots Magazine 54 (1792): 284–290.
- Sentimental and Masonic Magazine 1 (1792): 63–72.
- Town and Country Magazine 24 (1792): 279.

### Źródła wtórne
- Barker-Benfield, G.J. The Culture of Sensibility: Sex and Society in Eighteenth-Century Britain. Chicago: University of Chicago Press, 1992. ISBN 0-226-03714-2.
- Gordon, Lyndall. Vindication: A Life of Mary Wollstonecraft. Great Britain: Virago, 2005. ISBN 1-84408-141-9.
- Janes, R.M. „On the Reception of Mary Wollstonecraft’s A Vindication of the Rights of Woman”. Journal of the History of Ideas 39 (1978): 293–302.
- Johnson, Claudia L. Equivocal Beings: Politics, Gender, and Sentimentality in the 1790s. Chicago: University of Chicago Press, 1995. ISBN 0-226-40184-7.
- Jones, Chris. „Mary Wollstonecraft’s Vindications and their political tradition”. The Cambridge Companion to Mary Wollstonecraft. Ed. Claudia L. Johnson. Cambridge: Cambridge University Press, 2002. ISBN 0-521-78952-4.
- Kaplan, Cora. „Mary Wollstonecraft’s reception and legacies”. The Cambridge Companion to Mary Wollstonecraft. Ed. Claudia L. Johnson. Cambridge: Cambridge University Press, 2002. ISBN 0-521-78952-4.
- Kaplan, Cora. „Pandora’s Box: Subjectivity, Class and Sexuality in Socialist Feminist Criticism”. Sea Changes: Essays on Culture and Feminism. London: Verso, 1986. ISBN 0-86091-151-9.
- Kaplan, Cora. “Wild Nights: Pleasure/Sexuality/Feminism”. Sea Changes: Essays on Culture and Feminism. London: Verso, 1986. ISBN 0-86091-151-9.
- Kelly, Gary. Revolutionary Feminism: The Mind and Career of Mary Wollstonecraft. New York: St. Martin’s, 1992. ISBN 0-312-12904-1.
- Mellor, Anne K. „Mary Wollstonecraft’s A Vindication of the Rights of Woman and the women writers of her day”. The Cambridge Companion to Mary Wollstonecraft. Ed. Claudia L. Johnson. Cambridge: Cambridge University Press, 2002. ISBN 0-521-78952-4.
- Poovey, Mary. The Proper Lady and the Woman Writer: Ideology as Style in the Works of Mary Wollstonecraft, Mary Shelley and Jane Austen. Chicago: University of Chicago Press, 1984. ISBN 0-226-67528-9.
- Virginia Sapiro, A Vindication of Political Virtue: The Political Theory of Mary Wollstonecraft, Chicago: University of Chicago Press, 1992, ISBN 0-226-73491-9, OCLC 24795668. Brak numerów stron w książce
- Sunstein, Emily W. A Different Face: The Life of Mary Wollstonecraft. New York: Harper and Row, 1975. ISBN 0-06-014201-4.
- Taylor, Barbara. Mary Wollstonecraft and the Feminist Imagination. Cambridge: Cambridge University Press, 2003. ISBN 0-521-66144-7.
- Janet Todd, Sensibility: An introduction, London: Methuen, 1986, ISBN 0-416-37720-3, OCLC 13358746. Brak numerów stron w książce
- Wardle, Ralph M. Mary Wollstonecraft: A Critical Biography. Lincoln: University of Nebraska Press, 1951.

### Cytowane wydanie angielskie
- Mary Wollstonecraft; The Vindications: The Rights of Men and The Rights of Woman. Eds. D.L. Macdonald and Kathleen Scherf. Toronto: Broadview Literary Texts, 1997. ISBN 1-55111-088-1.

### Wydania polskie
- Mary Wollstonecraft: Wołanie o prawa kobiety. Kraków: Mamania, 2011. ISBN 978-83-62829-00-2. Brak numerów stron w książce